# Dyenmonus cristipennis
Dyenmonus cristipennis är en skalbaggsart som beskrevs av Stefan von Breuning 1950. Dyenmonus cristipennis ingår i släktet Dyenmonus och familjen långhorningar. Inga underarter finns listade i Catalogue of Life.